# Mirna Queiroz
Mirna Queiroz (São Paulo, 31 março 1968). É jornalista, editora e programadora cultural luso-brasileira. Atualmente é Diretora Executiva da representação permanente em Portugal da Fundação Kees Eijrond, com sede nos Países Baixos.

## Biografia
É formada em Jornalismo pela Universidade Católica de Santos e mestre em Estudos Culturais pela Universidade de São Paulo (USP), com uma dissertação sobre o impacto do digital na leitura literária.
Entre 1988 e 2005, ocupou vários cargos na TV Bandeirantes, TV Record e TV Gazeta. Foi correspondente da BBC em Lisboa, Bruxelas e Singapura. Esteve temporariamente vinculada ao United Nations Development Programme (UNDP), agência da ONU para o desenvolvimento, em São Tomé e Príncipe, como Program Officer responsável pela execução e coordenação técnica, financeira e administrativa de projetos de Boa Governança e Redução de Pobreza, Capacitação de Garotas e Promoção de Atividades Geradoras de Rendimento. 
No regresso ao Brasil, foi Coordenadora Editorial da editora de origem portuguesa Babel (editora do poeta Fernando Pessoa), sendo responsável pelos primeiros 15 títulos entre clássicos e ficção contemporânea.
Foi fundadora e editora executiva da premiada revista Pessoa, plataforma digital centrada na produção literária contemporânea de língua portuguesa, fundada em 2010, em São Paulo, Brasil, com o objetivo de  promover o diálogo entre as literaturas dos países lusófonos e difundi-las no mundo. Em 2016, o jornal Valor Econômico destacou a revista como "uma das iniciativas mais inovadoras e plurais surgidas na cena literária nos últimos anos" e, em 2023, a Folha de S.Paulo descreveu-a como "uma revista prestigiada em círculos literários". Foi uma das revistas mais lidas sobre literatura de língua portuguesa, com cerca de 300 mil leitores oriundos de vários países.. Em 2019, a revista ganhou o Prêmio IPL Retratos da Leitura, categoria Mídia, no Brasil.. Em 2023 foi anunciado o encerramento da revista Pessoa e a doação do seu espólio para a Universidade de São Paulo.
A revista Pessoa deu espaço a dezenas de autores e autoras que só viriam a ser amplamente reconhecidos anos mais tarde, como Victor Heringer, Edimilson de Almeida Pereira, Prisca Augustoni, Micheliny Verunschk, Djaimilia Pereira de Almeida, Lucrecia Zappi, Fabiane Guimarães,  Adelaide Ivánova, Lilia Guerra ou Luciany Aparecida.
Em 2018, Mirna Queiroz venceu o concurso para conceber o Centro de Referência do Museu da Língua Portuguesa. Ainda em 2018, foi também co-curadora do Oceanos-Prêmio de Literatura em Língua Portuguesa, um dos mais reconhecidos prémios literários no mundo lusófono. 
É autora de alguns livros sobre escritores portugueses, como Camões e Fernando Pessoa, publicados no âmbito do projeto "Vidas que não acabam" e distribuídos com o jornal Público. Em 2020, organizou o livro Travessias Imaginárias, uma coletânea de dez ensaios, nos quais investigadores das literaturas de língua portuguesa contemporâneas fazem uma reflexão crítica a respeito de obras literárias produzidas em Portugal, Brasil, Angola, Moçambique e Cabo Verde no século XX e nas primeiras décadas do século XXI (Edições Sesc São Paulo). Mirna também já foi citada em vários livros sobre literatura e teoria literária.
Desde 2023 que é Diretora Executiva da representação permanente em Portugal da Fundação Kees Eijrond (KEF), com sede nos Países Baixos. A KEF é uma fundação de apoio à criação artística nas suas mais variadas expressões, como Teatro, Dança, Literatura, Música, Artes Visuais, Cinema, Património Arquitetónico, Ecológico e Paisagístico. Foi fundada nos anos 90. Em Lisboa, a KEF está sediada no Verride Palácio de Santa Catarina.

## Trabalhos Editoriais
- Produziu antologias de autores brasileiros em árabe[14], inglês[15] e francês[16], abarcando prosa, poesia, infanto-juvenil e teatro. As antologias foram apresentadas em festivais internacionais de literatura, como o Boston Book Festival, a Abu Dhabi International Book Fair ou o Salão do Livro de Paris. Entre os autores brasileiros incluem-se Raduan Nassar, Milton Hatoum, Nuno Ramos ou Maria Valéria Rezende, entre quase uma centena de autores destacados.

- Em 2018, publicou e editou a antologia bilíngue (inglês/português) The Picture Alive: New Wrinting in Portuguese, com textos de renomados autores brasileiros, portugueses e africanos, resultado de uma parceria de troca de conteúdo entre a revista Pessoa e a norte-americana Words Without Borders. O seu lançamento aconteceu na primeira edição do The Pessoa International Literary Festival, em Nova Iorque, com Estevão Azevedo, Carolina Rodrigues, Alexandre Vidal Porto e Ismar Tirelli Neto.

- Em 2016 participou como editora convidada, juntamente com o editor e tradutor americano Eric M. B. Becker, de Glossalia – Women Writing Brazil[17] do PEN American Center, antologia focada em escritoras brasileiras. A publicação conta com 10 escritoras, como Adriana Lisboa, Eliane Brum, Elvira Vigna, Maria Esther Maciel ou Noemi Jaffe.[18]

- Em 2014, publicou 5 títulos em e-book no âmbito da coleção Latitudes, com organização da premiada escritora brasileira Maria Valeria Rezende, com a proposta de garantir mais visibilidade a escritores com talento reconhecido em circuitos restritos, fora do eixo hegemônico de legitimação do trabalho literário.[19]

- No mesmo ano, idealizou e organizou a coleção infantojuvenil Sonho Verde (editora DSOP) – uma aposta no poder da leitura para mostrar a importância da sustentabilidade e da preservação ambiental ao público jovem, que reuniu grandes autores da literatura brasileira.[20]

## Produção Cultural
- Concebeu e dirige o FesThink - Festival do Pensamento, organizado em Almada (2022) e em Lisboa (2024), com apoio do New European Bauhaus, um movimento artístico iniciado pela Comissão Europeia.
- Em 2020, foi co-curadora do Festival Literário Ronda Poética, organizado pela Câmara Municipal de Leiria.
- Co-organizou (com Eric M. B. Becker) do The Pessoa International Literary Festival, evento organizado nos Estados Unidos ou em Portugal. A primeira edição em 2018 decorreu em Nova York e teve apoio da Universidade de Columbia,[21] enquanto a segunda edição, no ano seguinte, foi organizada em Lisboa.[22][23]

- Em 2019 organizou uma sessão sobre literatura brasileira no Abu Dhabi International Book Fair, com a participação de Marco Lucchesi, Ana Miranda e Marcelo Maluf. O evento teve o apoio do do Kalima Project for Translation do Abu Dhabi Department of Culture & Tourism.[24]

- Em 2017 e 2018 foi curadora da programação do Museu da Língua Portuguesa na FLIP, no Brasil,[25] e curadora de uma exposição do museu no MAAT (Museu de Arte, Arquitetura e Tecnologia), em Portugal.[26]

- Em 2015 organizou a primeira sessão sobre literatura brasileira no Boston Book Festival, com participação de Nuno Ramos, Alexandre Vidal Porto e Luisa Geisler.[27] Uma edição especial da revista Pessoa também foi apresentado no Salão do Livro de Paris e no Printemps Littéraire Brésilien, em Paris, sob coordenação do professor da Sorbonne Leonardo Tonus.

- Em 2004 organizou, em Singapura, o primeiro festival de cinema brasileiro no sudeste asiático, com apoio da Petrobras (Brazilian Film Festival Singapore).

## Ligações Externas
- Kees Eijrond Foundation (www.kefoundation.eu)